# Municipio de Mound (condado de McDonough)
El municipio de Mound (en inglés: Mound Township) es un municipio ubicado en el condado de McDonough en el estado estadounidense de Illinois. En el año 2010 tenía una población de 283 habitantes y una densidad poblacional de 3,02 personas por km².

## Geografía
El municipio de Mound se encuentra ubicado en las coordenadas 40°29′51″N 90°30′15″O / 40.49750, -90.50417. Según la Oficina del Censo de los Estados Unidos, el municipio tiene una superficie total de 93.78 km², de la cual 93,78 km² corresponden a tierra firme y (0 %) 0 km² es agua.

## Demografía
Según el censo de 2010, había 283 personas residiendo en el municipio de Mound. La densidad de población era de 3,02 hab./km². De los 283 habitantes, el municipio de Mound estaba compuesto por el 97,88 % blancos, el 1,41 % eran afroamericanos, el 0,35 % eran asiáticos y el 0,35 % eran de una mezcla de razas. Del total de la población el 2,12 % eran hispanos o latinos de cualquier raza.